# Strongylosoma elongatum
Strongylosoma elongatum är en mångfotingart som beskrevs av Filippo Silvestri 1895. Strongylosoma elongatum ingår i släktet Strongylosoma och familjen orangeridubbelfotingar. Inga underarter finns listade i Catalogue of Life.